# Afrofuturism
Afrofuturism ist ein Album von Logan Richardson. Die im Juli 2019 und September 2020 in den Make Believe Studios, Omaha, Nebraska, sowie in den Wax Industry Studios, Kansas City, Missouri, entstandenen Aufnahmen erschienen 2021 auf WAX Industry / Whirlwind Recordings.

## Hintergrund
Der titelgebende Afrofuturismus bezieht sich auf Science-Fiction-Literatur, zum Beispiel die Romane von Octavia Butler, um eine andere Zukunft für die Welt vorherzusagen, die die Überschneidung der Kultur der schwarzen Diaspora mit der Technologie beinhaltet. Der Kern des Albums sind die längeren Titel, die die zur Zeit der Aufnahmen aktuelle Version von Richardsons Blues People-Band einspielte, mit Igor Osypov an der Gitarre, Peter Schlamb an Vibraphon und Keyboards, Dominique Sanders am Bass und zwei Schlagzeugern, Ryan J. Lee und Corey Fonville.
Das Album beginnt mit der Stimme von Stefon Harris, der das Stück „The Birth Of Us“ vorstellt – ein vollständig durchkomponiertes Stück für die gesamte Band. „Awaken“ basiert auf einem Gedicht von Logans Mutter; „Sunrays“ (mit Laura Tagliatela und Corey Fonville) beschäftigt sich verschiedene Sprach- und Textkombinationen. „For Alto“ ist eine Anspielung Richardsons auf den Altsaxophonisten Anthony Braxton, während „Light“ eine Ballade ist, in der Logan im Mehrspurverfahren mit sich selbst im Duett spielt. In „Trap“ verarbeitet er zeitgenössische südamerikanische Musik. Eine Aufnahme des Gesangs seiner Urgroßmutter leitet „Farewell, Goodbye“ ein – eine von Taglialatela gesungene Vokalelegie für den 2020 verstorbenen McCoy Tyner. „Black Wall Street“ stellt den Cellisten Ezgi Karakus heraus; das Stück erinnert an die Tulsa Race Riots von 1921. In dem Stück wird im letzten Teil ein Audiokommentar von Busta Rhymes verarbeitet. Die Blues People-Band kehrt in „Round Up“ zurück, ein musikalischer Kommentar, der das Verhalten der Polizei in den USA während der Black Lives Matter Proteste 2020 enthält. Das Album endet mit der vom Gospel inspirierten Erhebung von „Praise Song“.

## Titelliste
1. The Birth of Us
2. Awaken
3. Sunrays
4. For Alto
5. Light
6. Trap
7. Grandma
8. Farewell, Goodbye
9. Black Wallstreet
10. Photocopy
11. Round Up
12. According to You
13. Praise Song
14. I’m Not Bad, I’m Just Drawn That Way (Bonustrack)

Alle Kompositionen stammen von Logan Richardson.

## Rezeption

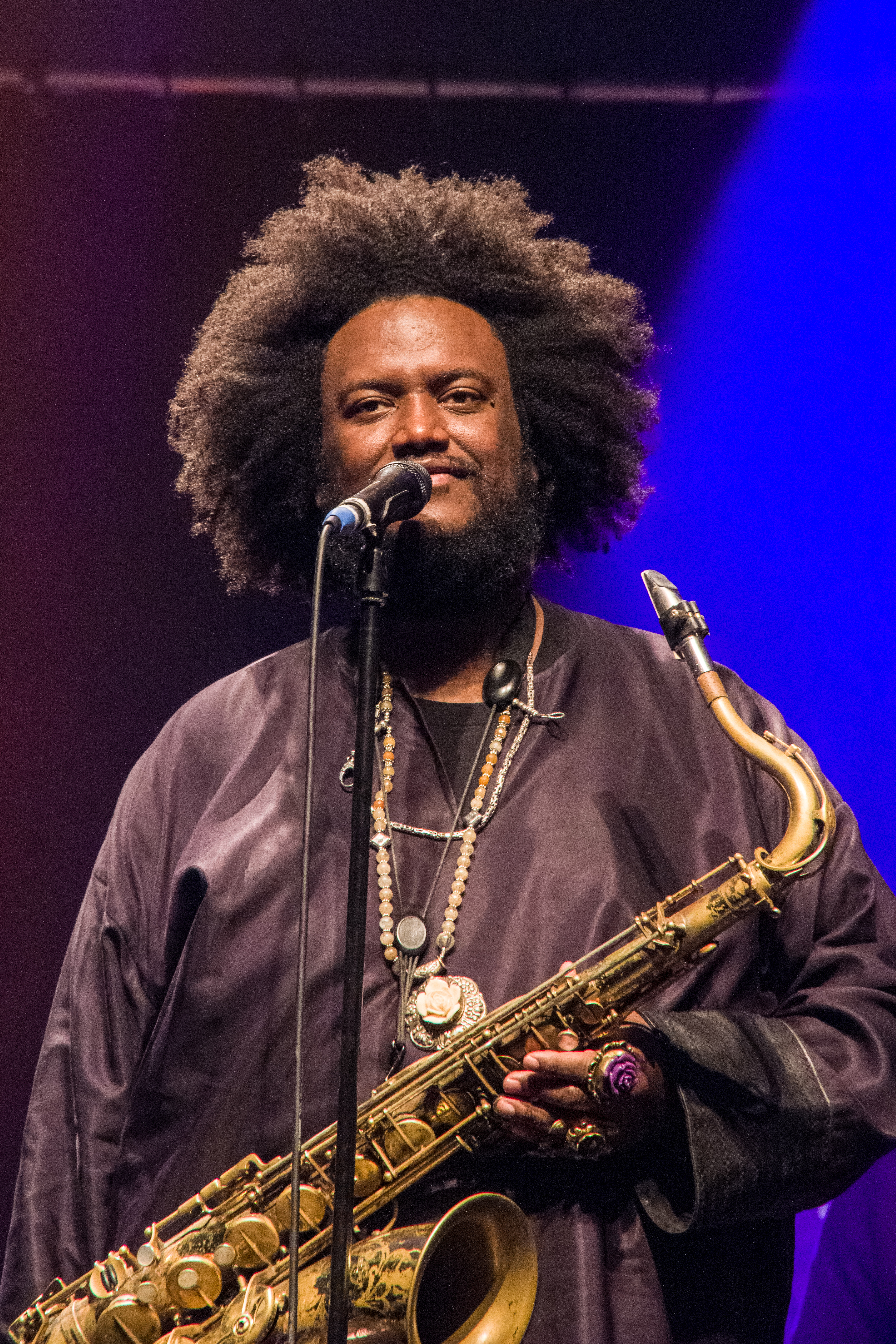
Kamasi Washington (2019)

Nach Ansicht von Chris May, der das Album in All About Jazz rezensierte, gehört zu den verschiedenen konzeptionellen Referenzen des Albums, die entweder von Richardson beabsichtigt oder vom Hörer vorgestellt würden, das afrofuturistische Kompositionsparadigma der Flötistin Nicole Mitchell, die Coin Coin-Reihe der Altsaxophonistin Matana Roberts (2011–19) und etwa die Hälfte der Tracks, auf die Orchestrierungen des Tenorsaxophonisten Kamasi Washington. Richardsons Arbeitsweise sei eine Parallele zu Roberts’ Verwendung von Field Recordings und Archivaufnahmen mit gesungenem und gesprochenem Wort. Ein Großteil des Sounds von AfroFuturism sei so großartig, wie Phil Spector großartig gewesen wäre, wenn er ein Charles-Mingus-Album mit der Technologie von 2021 produziert hätte. Durchdachte Track-Sequenzierung und Variationen in Dynamik und Intensität würden dem Album Nuancen verleihen, ohne den Zusammenhalt zu beeinträchtigen, so der Autor. AfroFuturism sei ein Album, das der Soundtrack für einen Film sein könnte; im Idealfall wäre dies ein visuelles Tongedicht nach dem Vorbild der Zusammenarbeit von Regisseur Godfrey Reggio mit Philip Glass bei Koyaanisqatsi, da es kein Erzählmittel benötige, um eine Geschichte zu erzählen. Währenddessen rüttle Richardson am Jazzkäfig. „Der Herr weiß, was die Konformisten daraus machen werden. Aber ein verstorbener, in Kansas City geborener Altsaxophonist hätte durchaus applaudieren können.“
Tony Dudley-Evans schrieb in London Jazz News, Afrofuturism habe einen faszinierenden Erzählstrang durch Blues-beeinflusste Ensemble-Stücke, durchsetzt mit kurzen Stücken mit gesprochenem Wort, Balladen und Duetten, und eine Hommage an Trap, eine Art Hip-Hop. In diesem Zusammenhang fühlt sich der Autor bei Richardsons Konzept ein wenig an Kendrick Lamars To Pimp a Butterfly erinnert, nicht klanglich, nicht einmal musikalisch, sondern konzeptionell, so wie es sich durch eine Reihe verschiedener Episoden bewege, die eine zusammenhängende Aussage bilden. Musikalisch greife das Album auf die Musik des Sun Ra Arkestra und von George Clintons Funkadelic zurück, um eine Mischung aus Jazztraditionen und moderner Elektronik zu schaffen, resümiert Dudley-Evans. „Dieses Album ist ein hervorragendes Beispiel dafür, wohin Musik unter dem Banner des Afrofuturismus geht.“
Nach Ansicht von Jim Hynes (Glide Magazine) sind die Themen, die sich durch all die vorangegangenen Engagements Richardsons zögen, seine Akzeptanz der improvisierten Musiktradition der schwarzen Amerikaner sowie die zeitgenössischen Klänge der globalen Diaspora und seine Bereitschaft, andere Klänge wie Electronica, Hip-Hop, Trap, Rockmusik und R&B in seine musikalische Vision zu integrieren. Dieses Projekt sei eine Synthese dieser Formen und Einflüsse. Man solle sich vorsichtig dem Album nähern, denn es dauere mehr als ein paar Minuten, bis man alles vollständig aufgenommen habe, gibt der Autor zu bedenken. „Es fließt reibungslos und seine futuristische Vision muss nicht in mundgerechten Momenten, sondern in seiner Gesamtheit gewürdigt werden.“
Chris K., Rezensent in Lance Lidells Blog Bebop Spoken Here, meinte, das Album rufe ein großes Aufwachen hervor und könne als Gegenmittel zur üblichen, eher reserviert auftretenden Musik von ECM Records und skandinavischen Jazz betrachtet werden. Die Musik sei eine faszinierende und aufmerksamkeitsstarke programmierte Collage aus Ensemble-Stücken, die von kurzen klanglichen Zwischenspielen durchsetzt sind. Die dominierenden Stimmen seien Richardsons kraftvolles, anhaltendes Saxophon mit programmierten Keyboards, angetrieben von einem Strudel von Trommeln von Cory Fonville, der vor allem für seine Arbeit mit Christian Scott bekannt sei. Aus dieser geschäftigen und manchmal überproduzierten „Symphonie der Neuzeit“ ergebe sich eine imposante und aufregende Aussage und auch Zukunftsvisionen.
Chris Pearson, der Kritiker der britischen Times, lobte in Afrofuturism „einen tief empfundenen Sinn für Tradition inmitten von Synthesizern und Science-Fiction“. Das erste Stück sei eine kosmische Collage, die alles von Arnold Schönberg bis zur Rockband Queen integriere. Doch eröffne Richardson dieses vielseitige Epos mit dem Namenskürzel von Charlie Parker, dem „Nullpunkt für Modern Jazz“.
Phil Freeman (Stereogum) zählte das Album zu den besten Neuveröffentlichungen des Monats und schrieb, Logan Richardson sei extrem schwer in eine Schublade zu packen. Während seine frühen Alben Cerebral Flow und Ethos in einer klugen Post-Bop-Zone angesiedelt waren, mischte Blues People (2015) Modernität mit einem tief empfundenen Gefühl für Blues und einem kraftvollen Backbeat. Afrofuturism sei hingegen ein sehr persönliches, sofort identifizierbares und faszinierendes Album. Richardsons Ton auf dem Altsaxophon sei hart; er mache es einem nicht leicht, obwohl es hier auch Romantische Passagen gebe. Hervorhebenswert sei nach Ansicht des Autors der Titel „Black Wall Street“, bei dem Ezgi Karakus Streicherarrangements hinzufügte, die dem Stück eine traurige, grüblerische Anmutung verleihen würden. Es erinnere mit den durchdringenden Linien Richardsons an Ornette Colemans Soundtrack zum David-Cronenberg-Film Naked Lunch (1991), in dem Coleman den Blues durch Howard Shores Streicharrangements gefiltert habe, um ein jenseitiges Gefühl zu erzeugen.